# Stadion pokraj Jadra
Stadion pokraj Jadra – piłkarski stadion w Solinie, w Chorwacji. Obiekt może pomieścić 5 000 widzów. Swoje spotkania rozgrywa na nim drużyna NK Solin.